# Iglesia de San Babilés (Quintanilla del Olmo)
La iglesia de San Babilés es una iglesia parroquial católica situada en la localidad zamorana de Quintanilla del Olmo (España), dedicada a San Babilés, patrón de la localidad. Cuenta con una portada gótica con un arco escarzano con florones en las enjutas. Los pináculos que enmarcan el arco no son visibles por estar tras la bóveda del pórtico. También cuenta con una espadaña.
En su interior alberga un retablo barroco que originalmente se encontraba en la iglesia de San Lorenzo, en Villalpando, que fue derruida. El testero está ocupado por un retablo gótico, con una estatua moderna del santo titular del templo. Un retablo gótico hispano-flamenco con 18 tablas que se encontraba en la iglesia fue trasladado a la catedral de León en 1901.